# Troels Fink

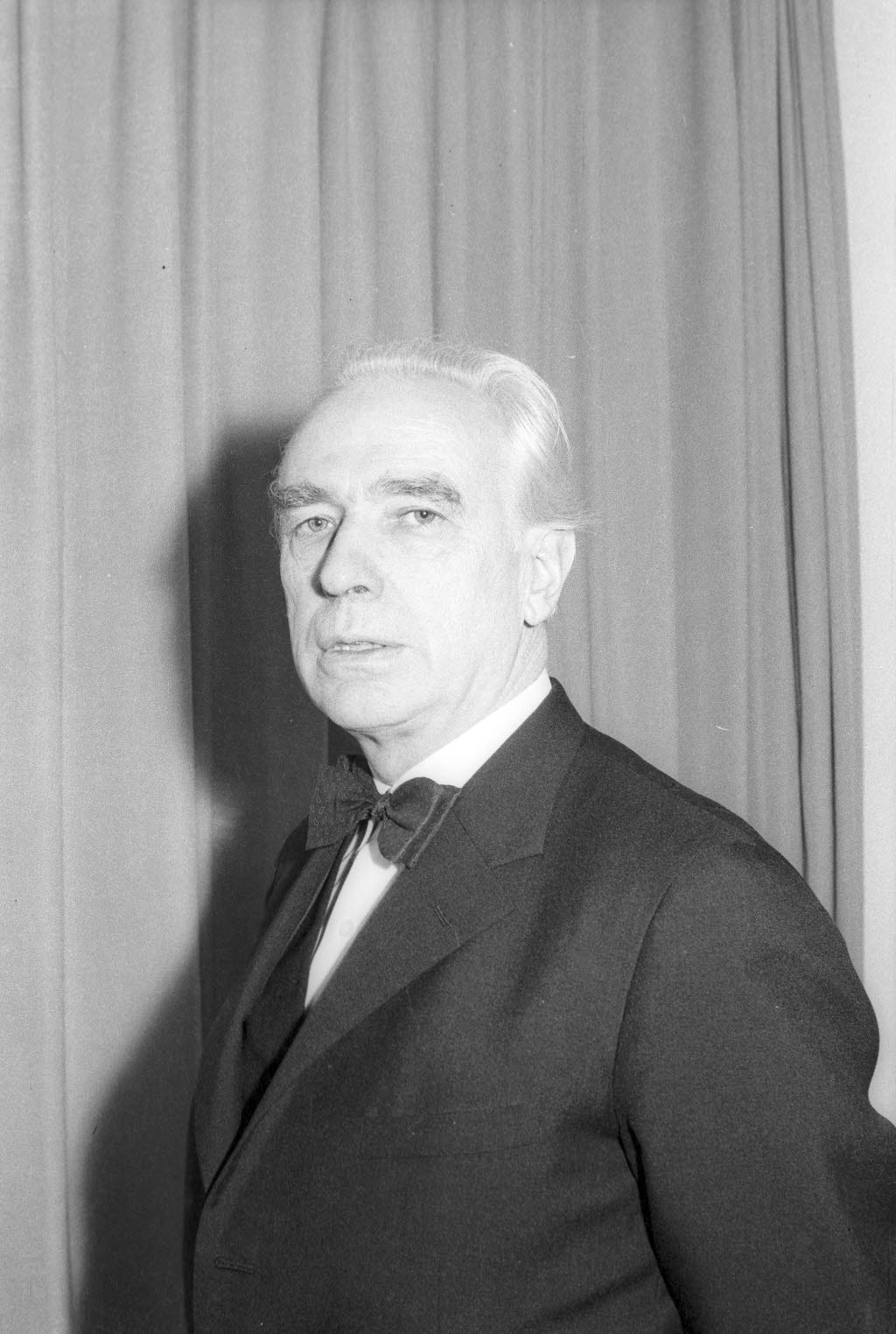
Troels Fink

Troels Marstrand Trier Fink (* 18. April 1912 in Aabenraa; † 26. Oktober 1999 ebenda) war ein dänischer Historiker und Diplomat.

## Leben und Tätigkeit
Fink war ein Sohn des Architekten Jep Fink und seiner Frau Esther.
Nach dem Schulbesuch, den er 1930 mit dem Abitur abschloss, studierte Fink Geschichte an der Universität Kopenhagen. 1941 promovierte er an der Universität Aarhus zum Dr. phil.
Ende der 1930er Jahre geriet Fink in das Visier der Polizeiorgane des nationalsozialistischen Deutschlands, die ihn als wichtige Zielperson einstuften: Im Frühjahr 1940 setzte das Reichssicherheitshauptamt in Berlin ihn dann auf die Sonderfahndungsliste G.B., ein Verzeichnis von Personen, die im Falle einer erfolgreichen deutschen Invasion Großbritanniens durch die Sonderkommandos der SS-Einsatzgruppen mit besonderer Priorität ausfindig gemacht und verhaftet werden sollten.
1942 erhielt Fink eine Stellung als Dozent an der Universität Aarhus. 1946 rückte er zum Assistenz-Professor auf, um von 1950 bis 1959 schließlich als ordentlicher Professor an dieser Universität zu lehren. Von 1949 bis 1958 war er zudem in Personalunion Leiter der Schule für Journalistik in Aarhus. Hinzu kamen eine Tätigkeit im Prüfungsausschuss am Historischen Institut der Universität Odense, wo er auch Vorlesungen hielt.
Am 26. April 1945, kurz vor Ende des Zweiten Weltkrieges, wurde Finks Haus in Aarhus von der Geheimen Staatspolizei (Gestapo) gesprengt, wobei er nur knapp mit dem Leben davon kam. Es handelte sich hierbei um eine Vergeltungsmaßnahme für die Zerstörung des Hauptquartiers der Gestapo in Jütland – das sich im Gebäude der Universität Aarhus befunden hatte – durch einen britischen Bomberangriff, der aufgrund von Informationen, die Universitätsangehörige nach London gefunkt hatten, durchgeführt werden konnte.
Von 1946 bis 1959 war Fink Berater des dänischen Außenministeriums in Fragen zum deutsch-dänischen Verhältnis, insbesondere in Hinblick auf das Nebeneinanderleben der der deutschen Minderheit in Dänemark sowie der dänischen Minderheit in Deutschland, speziell in Südschleswig. In diesem Zusammenhang war Fink maßgeblich am Zustandekommen der Bonn-Kopenhagener Erklärungen über die beiderseitigen Volksgruppen vom 29. März 1955 beteiligt.
1959 wurde Fink als königlich-dänischer Generalkonsul nach Flensburg entsandt. Auf diesem Posten verblieb er bis 1976 und amtierte dann bis 1979 als Direktor des am 1. April 1976 gegründeten Institut for Graenseregionsforskning Abenra (Institut für Grenzregionalforschung in Aabenraa). Zu seinem Nachfolger als Generalkonsul wurde Arne Fog Pedersen ernannt. 
Für seine wissenschaftliche Arbeit und für seine Verdienste um seine Heimat bzw. um die deutsch-dänische Verständigung wurde Fink u. a. mit den folgenden Auszeichnungen geehrt: Das Große Verdienstkreuz des Verdienstordens der Bundesrepublik Deutschland (1969), Kulturpreis der Stadt Kiel (1971), die Universitäts-Medaille der Universität Kiel (18. April 1982) und die Ehrendoktorwürde der Universität Odense (19. September 1986). Zudem war er Mitglied der Königlich-Dänischen Gesellschaft für Geschichte (1952) und Ritter des Dannebrogordens.
Fink wurde auf dem Mariebjerg Friedhof in Gentofte begraben.

## Schriften
- The Enclosure-Movement in the Duchy of Schleswig. 19431.
- Udskiftningen i Sønderjylland indtil 1770. 1941.
- Short History of Schleswig. 1943.
- Rids af Sonderjyllands Historie. 1946.
- Sonderjylland siden Genforeningen i 1920. 1955.
- Schleswig since 1920. 1955.
- Geschichte des Schleswigschen Grenzlandes. København 1958.
- Problems of Danish Neutrality 1905-09. 1959.
- Spillet om dansk neutralitet. 1959.
- Ustabil balance. 1961.
- Danish Foreign Policy 1894-1905. 1961.
- Deutschland als Problem Dänemarks. Die geschichtlichen Voraussetzungen der dänischen Außenpolitik. 1968.
- Da Sønderjylland blev delt. 3 Bde., 1978–1979.
- Estruptidens politiske historie. 2 Bde., Odense Universitetsforlag, Odense 1986.
- Båndene bandt: forbindelsen over Kongeåen 1864-1914. Institut for grænseregionsforskning, Åbenrå 1999.
- Forhandlingerne mellem Danmark og Tyskland i 1955 om de slesvigske mindretal. Selskabet for Udgivelse af Kilder til Dansk Historie, København 2001.